# مهاویرا

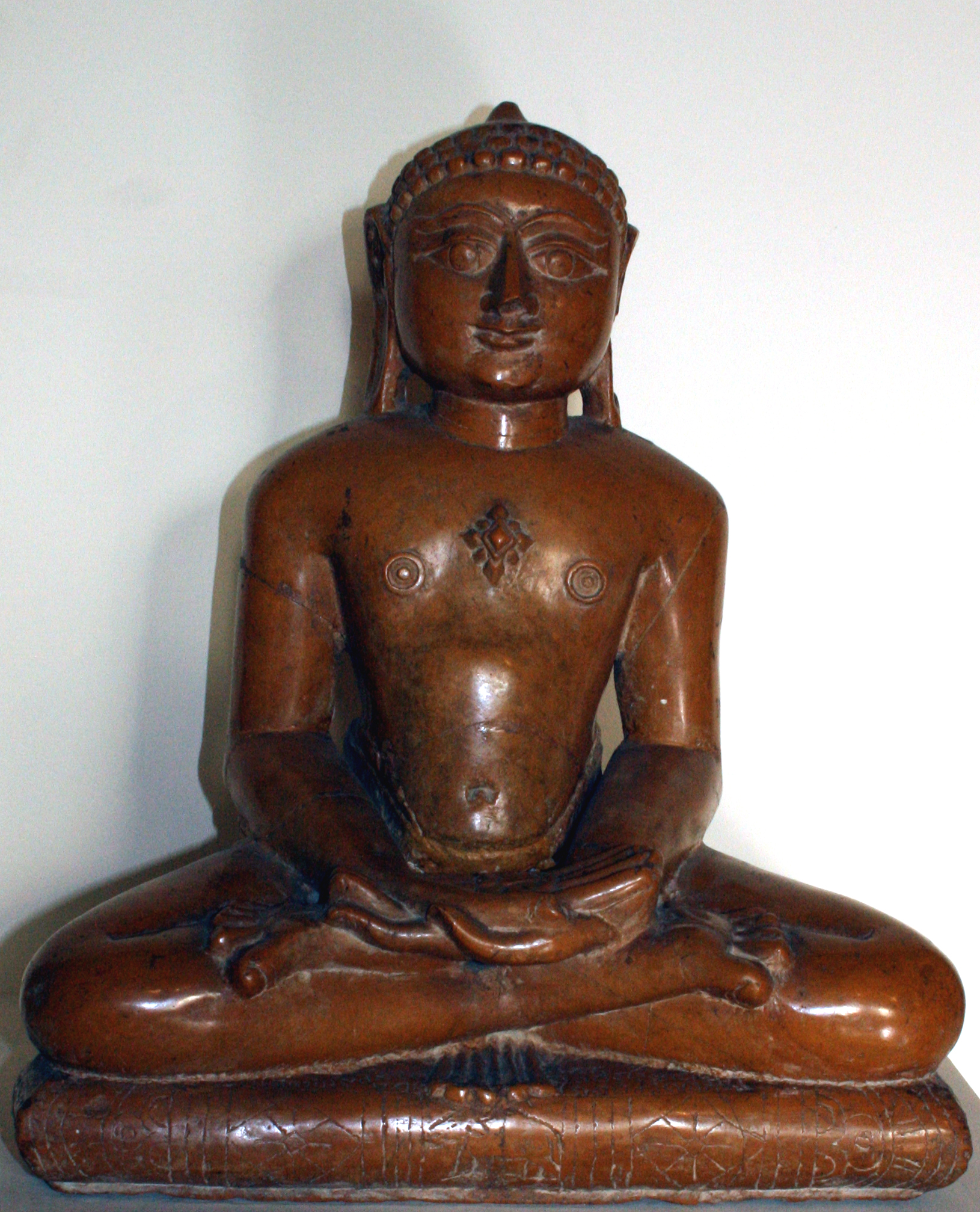
تندیسی از مهاویرا.

مَهاویرا (वर्धमान महावीर به معنی بزرگ‌قهرمان)، بنیانگذار آئین جین و بیست و چهارمین پیشوا است.
مهاویرا در سده ۵ پیش از میلاد در یک خانواده اشرافی هندوستان زاده شد و معاصر بودا بود. وی در سی سالگی به طرد دنیای مادی کوشید و پس از ریاضت‌های طولانی به اندیشه‌های دینی خود دست یافت. او پس از گستردن آیین خود به سال ۵۲۶ قبل از میلاد درگذشت.
مهاویرا به پیروان عامی خود آموزش می‌داد تا کارمای خوب ایجاد کنند و به راهب‌ها می‌آموخت تا کارما را پایان ببخشند.
مهاویرا را در متون پالی بودایی، نیگانتا ناته‌پوته می‌نامند و در زمان خود بیشتر به این نام شناخته می‌شد. منزه کسی است که عاشق همه است ولی دوستشان ندارد.